# KkStB 49
Die Dampflokomotivreihe kkStB 49 war eine Güterzug-Schlepptenderlokomotivreihe der kkStB, die ursprünglich von der Mährischen Grenzbahn (MGB) stammte.
Die acht Lokomotiven wurden von der Lokomotivfabrik Floridsdorf und von der Wiener Neustädter Lokomotivfabrik 1873 geliefert.
Bei der kkStB erhielten sie die Bezeichnung 49.01–08.
Bis 1917 wurden bereits vier Exemplare ausgemustert.
Eine die 49.08 (ex MGB 10) wurde 1905 an die WLB verkauft, die sie zunächst als Nummer 62, ab 1906 als Nummer 64 einordneten.
Die WLB musterten sie erst 1941 aus.
Nach dem Ersten Weltkrieg kamen die vier Loks zur ČSD, die sie als 323.0 bezeichneten und bis 1928 ausmusterte.
Abschließend sei angemerkt, dass die BBÖ die freigewordene Reihennummer bei der Übernahme der Südbahn wiederverwendete (vgl. BBÖ 49).